# Alfred Schöne

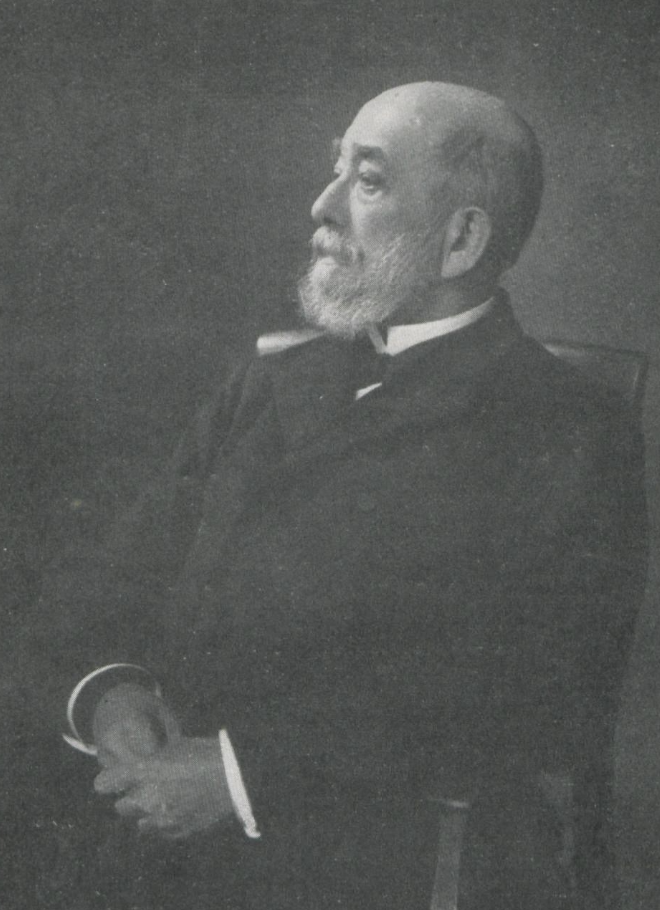
Alfred Schöne

Alfred Curt Immanuel Schöne (* 16. Oktober 1836 in Dresden; † 8. Januar 1918 in Kiel) war ein deutscher Klassischer Philologe.
Alfred Schöne wurde als Sohn des aus Großröhrsdorf bei Radeberg stammenden Magisters und Leiters der Dresdner Ratstöchterschule, Gottlieb Immanuel Schöne (1794–1849), und dessen Ehefrau Ulrike, geb. von Schierbrand (1820–1870), geboren und evangelisch getauft. Nach dem frühen Tod des Vaters, der als Direktor der dortigen Ratstöchterschule gewirkt hatte, oblag die Erziehung Alfreds und seines jüngeren Bruders Richard (* 5. Februar 1840) allein der Mutter. Ihrem Einfluss verdankte Alfred unter anderem eine frühe Vertrautheit mit der französischen Sprache. Beide Brüder besuchten zunächst die Dresdner Kreuzschule, bis Alfred infolge eines hartnäckigen Hautleidens zu einem längeren Aufenthalt in der Cannstatter Heilanstalt bei Stuttgart gezwungen war, in deren Zeitraum auch seine Konfirmation fiel. Nach seiner Rückkehr nach Sachsen setzte er seine Ausbildung an der Fürstenschule in Meißen fort, wo er offenbar die ersten Anregungen zu seiner späteren intensiven Beschäftigung mit Lessing erhielt, ehe er schließlich an der Kreuzschule seinen Abschluss erlangte; dort wurde er insbesondere durch den Rektor Julius Ludwig Klee nachhaltig geprägt.
Im Jahr 1856 nahm Schöne – offenbar angeregt durch Klee – ein Studium der Klassischen Philologie in Leipzig auf. Die dortigen Studienbedingungen erwiesen sich jedoch als wenig förderlich; prägende Impulse erhielt er vor allem außerhalb der eigentlichen Fachdisziplin, insbesondere durch den Philosophen Christian Hermann Weisse, dessen ästhetisch-religionsphilosophische Anschauungen einen nachhaltigen Einfluss auf Schöne ausübten. Auch der Kontakt zu Gustav Theodor Fechner erwies sich als anregend. Ein enges persönliches Verhältnis pflegte er zu dem gleichaltrigen Friedrich Polle. 1859 legte Schöne die Oberlehrerprüfung ab und promovierte mit einer ungedruckten Arbeit über Sophokles’ Trachinierinnen. Die Arbeit diente zugleich als Examensarbeit.
Nach einer kurzen Lehrtätigkeit an der Kreuzschule in Dresden entschloss sich Schöne, seine wissenschaftliche Qualifikation weiter auszubauen. Im Herbst 1861 wechselte er an die Universität Bonn – damals eine Hochburg der klassischen Philologie –, um seine in mancher Hinsicht noch unvollständige philologische Ausbildung zu vervollständigen. Dort wurde er vor allem durch Otto Jahn und Friedrich Ritschl nachhaltig geprägt. Letzterer regte auch Schönes Beschäftigung mit Hieronymus an – ein Forschungsinteresse, das ihn sein Leben lang begleiten sollte. Nach seiner Rückkehr nach Leipzig habilitierte sich Schöne im Jahr 1864 mit den Quaestionum Hieronymianarum capita selecta. Sie bildeten die Grundlage für seine Ausgabe der Chronik. Zwei Jahre später, 1866, erschien der erste Band dieser Edition, der ihm in Fachkreisen breite Anerkennung einbrachte. 1867 wurde er in Leipzig zum außerordentlichen Professor ernannt.
Schöne war in den Leipziger intellektuellen und künstlerischen Kreisen der 1860er-Jahre fest verankert. Er zählte zum sogenannten „Kitzing-Kreis“, in dem sich bedeutende Persönlichkeiten aus Politik, Wissenschaft, Literatur und Kunst begegneten – darunter Karl Mathy, Heinrich von Treitschke, Julian Schmidt und Max Jordan, mit dem Schöne ebenso wie mit Julius Eckardt eng befreundet war. Auch zur Musik pflegte Schöne enge Beziehungen. Bereits in seiner Studienzeit engagierte er sich im Männergesangverein der Pauliner. Später war er mit Franz von Holstein und dessen Frau befreundet, stand in Verbindung mit Clara Schumann und Johannes Brahms und verehrte den Komponisten Moritz Hauptmann, dem er nach dessen Tod ein ehrendes Gedenkwerk widmete. In diesem Zusammenhang trat er auch als Herausgeber von Liedern und musikbezogenen Schriften hervor. 1870 veröffentlichte Schöne den Briefwechsel zwischen Lessing und dessen Ehefrau, eingeleitet durch ein kenntnisreiches Vorwort. Im Jahr darauf folgte die Edition der Briefe Moritz Hauptmanns an Franz Hauser.
1869 wurde Schöne als ordentlicher Professor für Klassische Philologie und Alte Geschichte nach Erlangen berufen. Im Juni 1870 trat er mit der viel beachteten Abhandlung Analecta philologica historica. De rerum Alexandri Magni scriptorum inprimis inprimis Arriani et Plutarchi fontibus in die Fakultät ein. Doch vermochte Erlangen ihm kein dauerhaftes wissenschaftliches Milieu zu bieten; bereits 1874 verließ er den bayerischen Staatsdienst. Die Erlanger Jahre blieben dennoch produktiv: es entstanden Arbeiten, u. a. zu Sallust, Herodot, Euripides, Galen und den attischen Reden. Im Frühjahr 1875 zog er nach Gotha, das er wegen seiner bedeutenden Bibliothek wählte. Im Herbst 1875 begab er sich nach Paris, um dort die Excerpta barbari zu kopieren. Im Winter 1875/76 reiste er nach Florenz, wo er mit Girolamo Vitelli, Theodor Heyse und Karl Hillebrandt verkehrte und den Laurentianus des Thukydides kollationierte. Anschließend arbeitete er in Rom am Vaticanus des Thukydides, bevor er wegen des Codex Thukydidis A nach Paris zurückkehrte.
Im Herbst 1877 wurde er nach längeren Verhandlungen wissenschaftlicher Vertreter Deutschlands in Paris, wo er bis Sommer 1884 verblieb. An die deutsche Botschaft angegliedert, förderte er philologische Forschungen, vor allem im Rahmen des Corpus Inscriptionum Latinarum, im engen Austausch mit Theodor Mommsen und Otto Hirschfeld. Neben archivalischer Mitarbeit – u. a. für die Monumenta Germaniae Historica, die Wiener Kirchenväter-Editionen und Forschungen zu Ludwig XIV. – blieb er produktiv: 1877 vollendete er den Lessing-Band, 1881 erschien seine Studie zum Marseiller Papyrus, 1882 Miszellen zu Thukydides. Unter dem Pseudonym A. Roland veröffentlichte er 1880 die Novelle Der blaue Schleier, später aufgenommen in den Neuen deutschen Novellenschatz.
Im Frühjahr 1885 wurde Schöne als Erster Bibliothekar an die Universitätsbibliothek Göttingen berufen, wo er bis September 1887 wirkte. Er widmete sich in dieser Zeit erneut dem Studium des Thukydides, veröffentlichte zahlreiche Rezensionen und verfasste u. a. eine historisch fundierte Festschrift zum 150-jährigen Jubiläum der Universität. Die auf gründlicher Archivforschung basierende Arbeit stellte zugleich seinen Abschiedsgruß dar, da sich durch Berufung der Universität Königsberg – nach vergeblichen Bewerbungen, u. a. in Straßburg – die Möglichkeit ergab, wieder in der akademischen Lehre tätig zu sein. Die Königsberger Jahre (1887–1892) waren geprägt von gesundheitlichen Problemen aufgrund der klimatischen Bedingungen, reicher Lehrtätigkeit und begrenzter Zeit für eigene Publikationen. Neben Vorlesungen über Lycurgus, Cicero, Sallust und Caesar sowie über römische Staatsaltertümer entfaltete Schöne eine rege Tätigkeit innerhalb der Fakultät. Er trat bei öffentlichen Anlässen als Redner auf und veröffentlichte eine Broschüre über seinen in niederländischen Diensten verstorbenen Onkel. Die durch die Abgeschiedenheit der Provinz bedingte räumliche Distanz zu Freunden und Verwandten empfand er als belastend, sodass ihm der im Jahr 1892 erfolgte Ruf an die Universität Kiel die willkommene Möglichkeit bot, wieder in die Nähe seiner vertrauten Kreise zu gelangen.
In Kiel wirkte Schöne bis zu seinem Tode 1918, wo ihm 1895 der Titel eines Geheimen Regierungsrats verliehen wurde; 1902 trat er in den Ruhestand. Die Nähe zum Bruder, der in Timmendorfer Strand ein Sommerhaus besaß, sowie mehrere Auslandsreisen – u. a. nach Rom (1902) und Paris (1906) – prägten die letzten Lebensjahre. In seinem Lebensabend plante Schöne weitere Arbeiten zu antiken Schultexten, magischen Formeln sowie zur literarischen Gattung der Palinodie; diese Vorhaben blieben jedoch unvollendet.
Ab 1910 verschlechterte sich Schönes Gesundheitszustand deutlich. Die Qualität seiner Handschrift ließ erkennbar nach. Am 16. Oktober 1916 verlieh ihm die Theologische Fakultät der Universität Kiel die Ehrendoktorwürde in Anerkennung seiner Verdienste um die kirchliche Literatur der Spätantike. Alfred Schöne verstarb am 8. Januar 1918. Ein bedeutendes Zeugnis von Schönes wissenschaftlicher Lebensarbeit stellt seine Privatbibliothek dar. Diese umfasste schätzungsweise über 10.000 Werke, darunter zahlreiche seltene Ausgaben und philologische Standardwerke. Seine Handbibliothek, bestehend aus über 3000 Bänden, war Gegenstand kontinuierlicher Annotation und wurde im Rahmen seiner wissenschaftlichen Praxis intensiv genutzt. Nach seinem Tod wurde die Sammlung durch Vermittlung universitärer Kollegen gesichert und teilweise in öffentliche Bestände überführt.

## Schriften in Auswahl
Monographien
- Quaestionum Hieronymianarum capita selecta, Berlin 1864 (Digitalisat).
- Eusebii Chronicorum libri duo, 2 Bde., Berlin 1866–1875.
  - Eusebi chronicorum canonum quae supersunt, Bd. 2, 1866.
  - Eusebii Chronicorum liber prior, Bd. 1, 1875 (Digitalisat).
- Analecta philologica historica. I. De rerum Alexandri Magni scriptorum imprimis Arrianai et Plutarchi fontibus, Leipzig 1870.
- Briefwechsel zwischen Lessing und seiner Frau, Leipzig 1871; 2., umgearbeitete Auflage 1885.
- Thucydidis libri I et II, Berlin 1874 (Digitalisat).
- Die Universität Göttingen im Siebenjährigen Kriege – Festschrift, Leipzig 1887 (Digitalisat).
- Zur Thukydideskritik, Berlin 1891 (Digitalisat).

Aufsätze
- Untersuchungen über das Leben der Sappho. In: Symbola philologorum Bonnensium, Leipzig 1864–1867, S. 731–62.

- Die Biographien der zehn attischen Redner. In: Fleckeisens Jahrbücher, Bd. 17 (1871), S. 761–87.
- Zu Sallustius. In: Hermes, Bd. 9 (1875), S. 254–55 (Digitalisat).